# Gräfenhainichen
Gräfenhainichen ist eine Stadt im Landkreis Wittenberg in Sachsen-Anhalt.

## Geografie
Die Stadt Gräfenhainichen liegt jeweils ca. 20 km südwestlich von Wittenberg, südöstlich von Dessau und nordöstlich von Bitterfeld am Rande der Dübener Heide.
In der Nähe wurde im Zuge der Umgestaltung des ehemaligen Braunkohle-Tagebaus Golpa-Nord der Gremminer See geschaffen, an dessen Ufer sich das Industriedenkmal Ferropolis befindet. Am Südrand der Stadt findet sich außerdem der Gröberner See, der ebenfalls aus einem ehemaligen Tagebau entstanden ist.

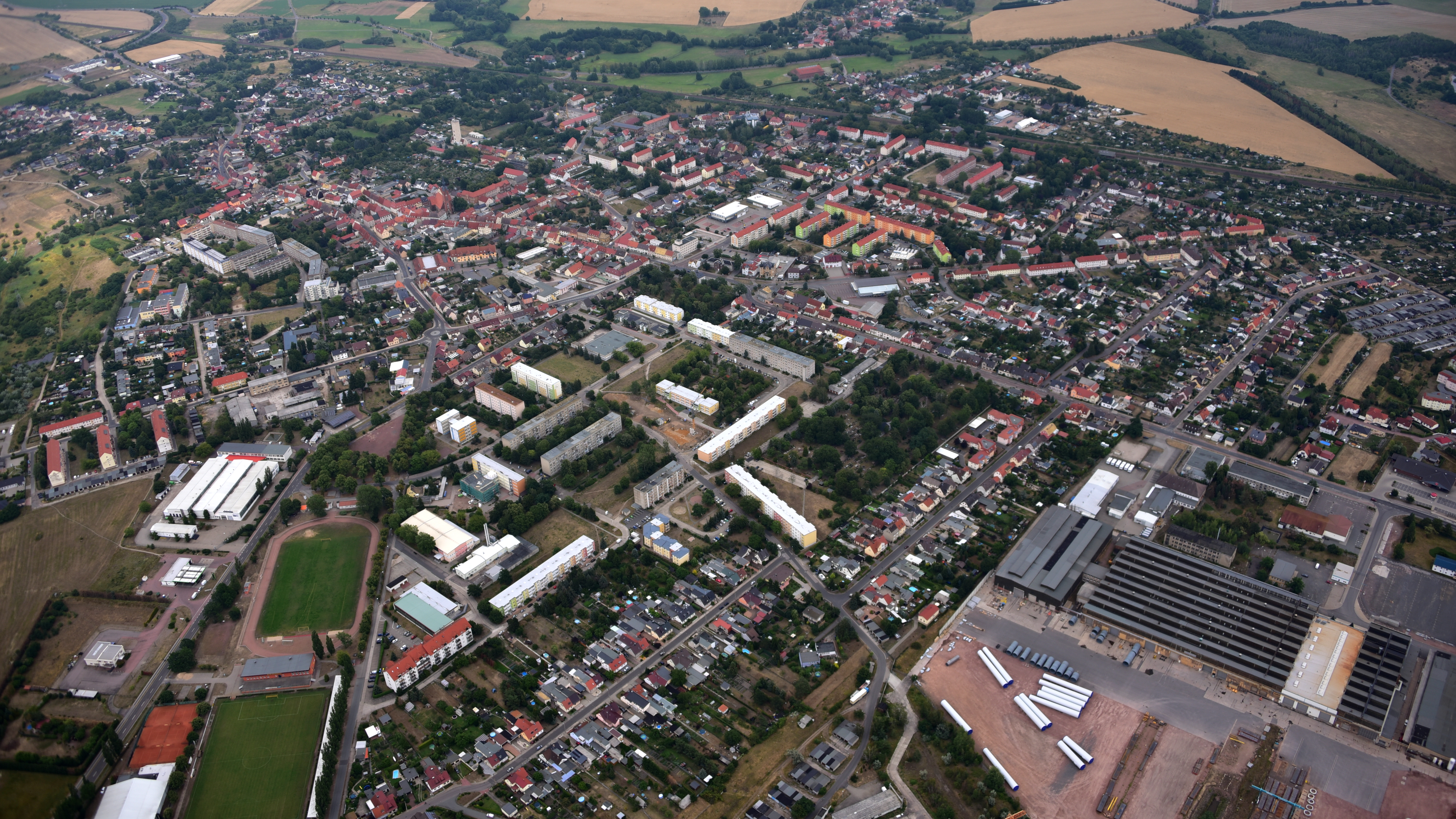
Luftaufnahme Gräfenhainichen (2019)

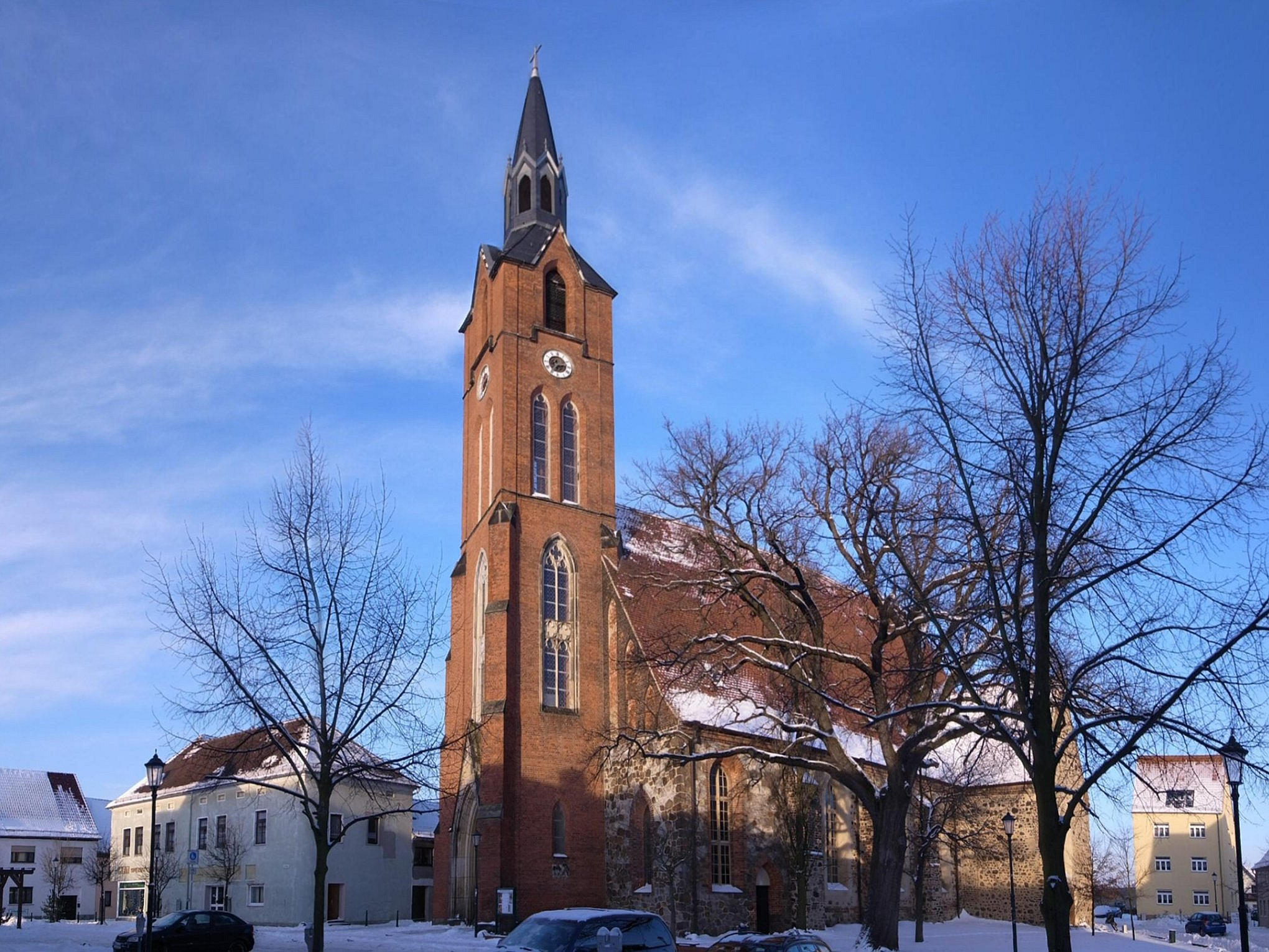
Stadtkirche Sankt Marien

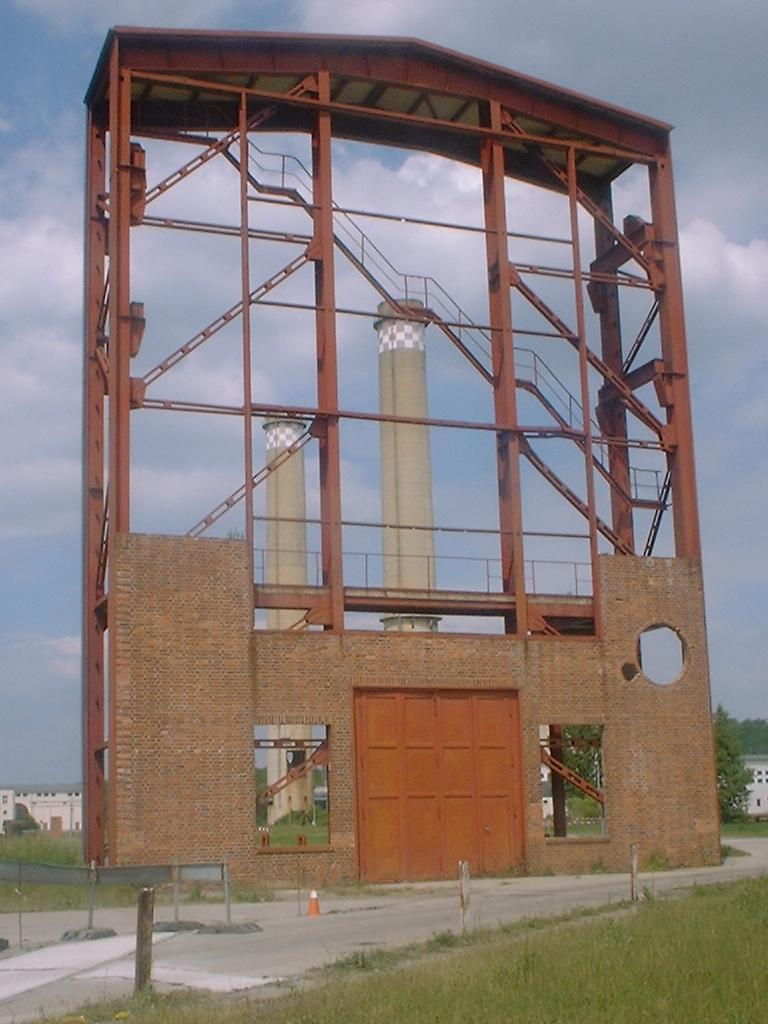
Industriedenkmal Kraftwerk Zschornewitz

## Stadtgliederung
Als Ortsteile der Gemeinde sind ausgewiesen:
| - Buchholz - Hohenlubast - Jüdenberg - Möhlau | - Schköna - Tornau - Zschornewitz |

## Geschichte

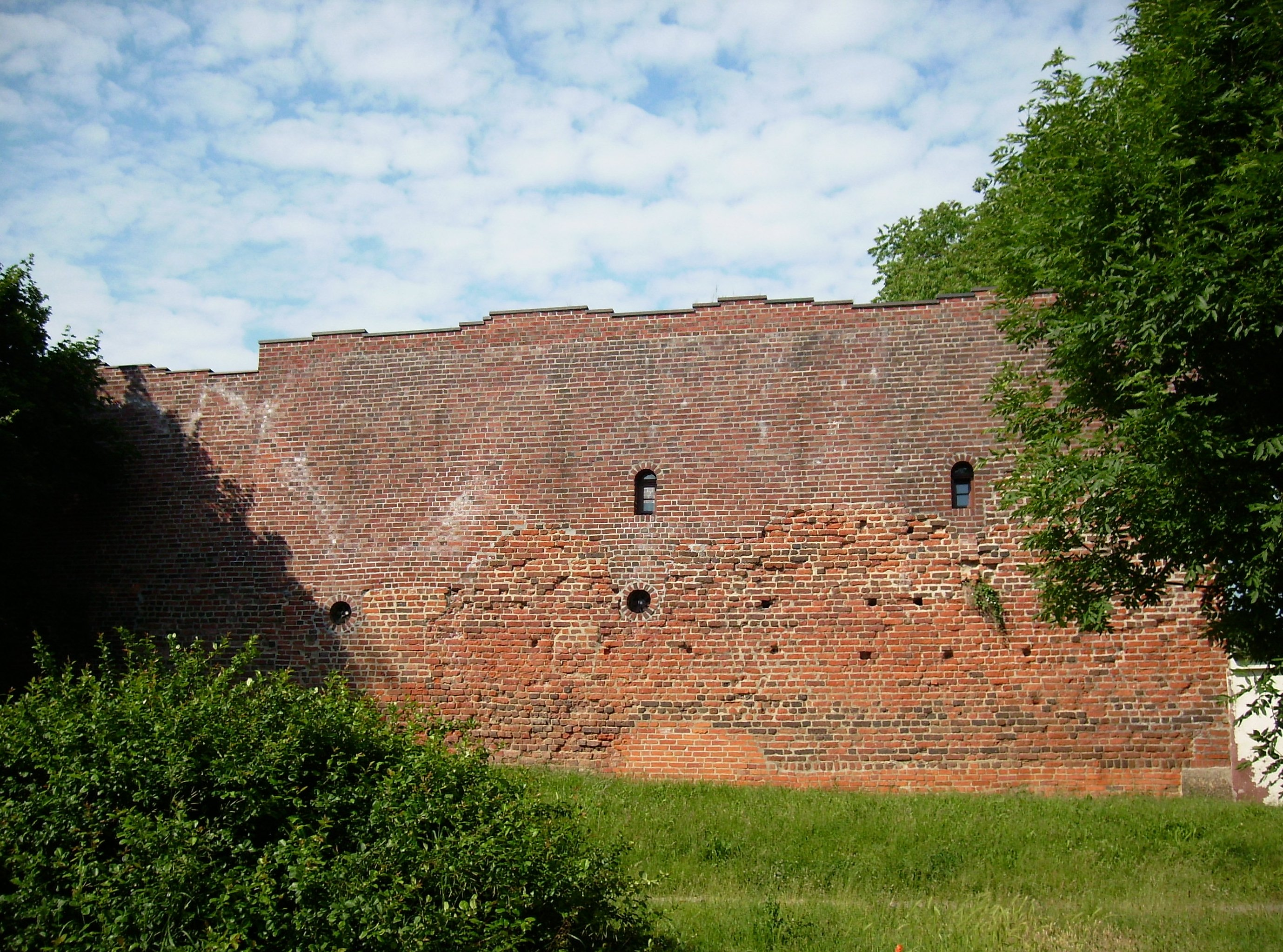
Ruine des 1637 zerstörten Schlosses

Gräfenhainichen wurde 1285 erstmals urkundlich als Lehen des Grafen Albrecht II. von Anhalt erwähnt. Der Ort hieß anfangs zu dem Hayne, dann Gravenalbrechtshayn, woraus schließlich der heutige Name entstand. 1454 wurden die Stadtrechte bestätigt, nachdem alle Urkunden von einem Feuer vernichtet worden waren. 1607 wurde der bedeutendste Sohn der Stadt, der evangelisch-lutherische Pfarrer und Liederdichter Paul Gerhardt, geboren. 1637 erreichten die Auswirkungen des Dreißigjährigen Krieges auch Gräfenhainichen, das von schwedischen Truppen fast vollständig zerstört wurde. Der Ort war bis 1815 Hauptort des kursächsischen Amts Gräfenhainichen. Durch die Beschlüsse des Wiener Kongresses kam er zu Preußen und wurde 1816 dem Kreis Bitterfeld im Regierungsbezirk Merseburg der Provinz Sachsen zugeteilt, zu dem er bis 1944 gehörte.
Nachdem 1859 die Bahnstrecke Wittenberg–Bitterfeld eingeweiht worden war, siedelten sich wegen der verkehrsgünstigen Lage immer mehr Industriebetriebe an. 1874 wurde die erste Druckerei gegründet. Bis 1990 arbeiteten in Gräfenhainichen teilweise bis zu vier Druckereien. Seit 1890 wurde in der Nähe von Gräfenhainichen, zunächst im Tiefbau, später im Tagebau, Braunkohle gefördert.
Zu Beginn der Zeit des Nationalsozialismus wurde im Betrieb Stoltzenberg am Bahnübergang Richtung Gröbern durch die SA eines der frühen Konzentrationslager eingerichtet, in denen Mitglieder und Funktionäre der Arbeiterorganisationen terrorisiert wurden. Im August 1933 wurden die Häftlinge in das KZ Lichtenburg überstellt. Während des Zweiten Weltkriegs mussten zahlreiche Kriegsgefangene sowie Frauen und Männer aus den von Deutschland besetzten Ländern in der Elektrowerke AG und in der Grube Golpa Zwangsarbeit verrichten.
1952 wurde Gräfenhainichen Kreisstadt des damaligen Kreises Gräfenhainichen im Bezirk Halle für drei Städte und 27 Gemeinden (ab 1982 nur noch 26, da die Gemeinde Gremmin dem Braunkohlenabbau zum Opfer fiel).
Nach dem Ende der DDR, der Auflösung des Bezirks Halle und der Wiedererrichtung des Landes Sachsen-Anhalt wurde der Kreis Gräfenhainichen bis zum 30. Juni 1994 erhalten. Im Zuge der Kreisgebietsreform 1994 verlor Gräfenhainichen den Status einer Kreisstadt. Bis 2010 war die Stadt der Sitz des Verwaltungsamts der Verwaltungsgemeinschaft Tor zur Dübener Heide.
Eingemeindungen
Am 20. Juli 1950 wurde Mescheide nach Gräfenhainichen eingemeindet. Am 1. Januar 2007 kam die Gemeinde Jüdenberg hinzu. Möhlau, Schköna, Tornau und Zschornewitz wurden 2011 durch das Gesetz über die Neugliederung der Gemeinden im Land Sachsen-Anhalt eingemeindet.

## Bevölkerung
| Jahr | Einwohner |
| ---- | --------- |
| 1990 | 09.981    |
| 2010 | 07.463    |
| 2015 | 11.944    |
| 2020 | 11.467    |
| 2021 | 11.413    |
| 2022 | 11.372    |
| 2023 | 11.314    |
| 2024 | 11.228    |

Stand: 31. Dezember des jeweiligen Jahres (Angaben des Statistischen Landesamtes Sachsen-Anhalt), ab 2011 auf Basis des Zensus 2011, ab 2022 auf Basis des Zensus 2022
Der deutliche Anstieg der Bevölkerungszahl 2015 ist auf mehrere Eingemeindungen im Jahr 2011 zurückzuführen.

## Politik

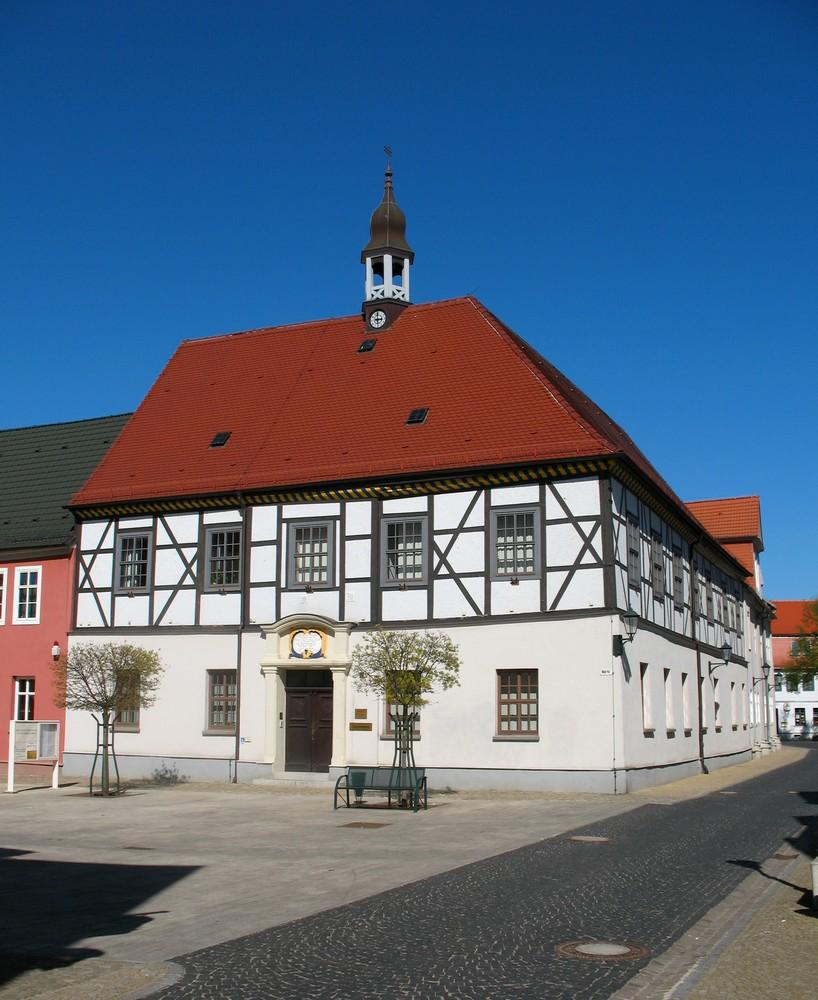
Rathaus

### Stadtrat
Der Stadtrat von Gräfenhainichen besteht entsprechend der Einwohnerzahl der Stadt aus 28 Mitgliedern und dem Bürgermeister. Die Kommunalwahl vom 9. Juni 2024 führte bei einer Wahlbeteiligung von 61,6 % zu folgendem Ergebnis:
| Partei / Wählergruppe           | Stimmenanteil 2019 | Sitze 2019 |        | Stimmenanteil 2024 | Sitze 2024 |
| ------------------------------- | ------------------ | ---------- | ------ | ------------------ | ---------- |
| CDU                             | 39,9 %             | 11         | 43,0 % | 12                 |            |
| AfD                             | 17,9 %             | 01         | 27,3 % | 03                 |            |
| Die Linke                       | 20,3 %             | 06         | 11,8 % | 03                 |            |
| Wählergemeinschaft Möhlau (WGM) | 04,9 %             | 01         | 06,4 % | 02                 |            |
| SPD                             | 07,6 %             | 02         | 05,0 % | 01                 |            |
| Freie Wähler                    | 04,3 %             | 01         | 03,1 % | 01                 |            |
| Einzelbewerber Christian Ziemer | 02,3 %             | 01         | 01,9 % | 01                 |            |
| Bündnis 90/Die Grünen           | 02,9 %             | 01         | 01,6 % | –                  |            |
| Insgesamt                       | 100 %              | 24         | 100 %  | 23                 |            |

Bei der Wahl 2019 entfielen auf die AfD fünf Sitze, von denen vier unbesetzt blieben, weil die Partei nur einen Kandidaten nominiert hatte.
Bei der Wahl 2024 entfielen auf die AfD acht Sitze, von denen fünf unbesetzt bleiben, weil die Partei nur drei Kandidaten nominiert hatte.

### Bürgermeister
- 2001–2015: Harry Rüßbült (PDS/Die Linke)
- seit 2015: Enrico Schilling (CDU)

Harry Rüßbült war von 2001 bis 2015 Bürgermeister von Gräfenhainichen.
Enrico Schilling wurde in der Bürgermeisterwahl am 12. April 2015 mit 66,9 % der gültigen Stimmen zu seinem Nachfolger gewählt. Bei der Wahl am 27. März 2022 wurde er ohne Gegenkandidat mit 100 % der gültigen Stimmen in seinem Amt bestätigt. Seine Amtszeit beträgt sieben Jahre.

### Wappen
Das Wappen wurde am 17. Dezember 1993 durch das Regierungspräsidium Dessau genehmigt.
Blasonierung: „In Silber zwei rote, durch eine Mauer verbundene, schwarz gefugte Türme mit schwarzen Dächern, wachsend aus einem goldenen Schild mit schwarzem Löwen, umrahmt von zwei grünen Lorbeerzweigen.“
Die Türme symbolisieren in stilisierter Form die zwei Gräfenhainicher Stadttürme, die dazwischen liegende Mauer die Stadtmauer. Der meißnische Löwe als altes wettinisches Hoheitszeichen kennzeichnet die etwa 450-jährige Zugehörigkeit der Stadt zur markmeißnischen Landesherrschaft bzw. zu Kursachsen. Die Lorbeerranken gehen auf die ursprüngliche Damaszierung zurück.

### Städtepartnerschaften
Partnerschaften bestehen mit den Städten:
- Laubach (Hessen), seit 1992
- Élancourt (Frankreich), seit 2003
- Zoersel (Belgien), Freundschaftsvertrag seit August 2005

## Sehenswürdigkeiten und Kultur

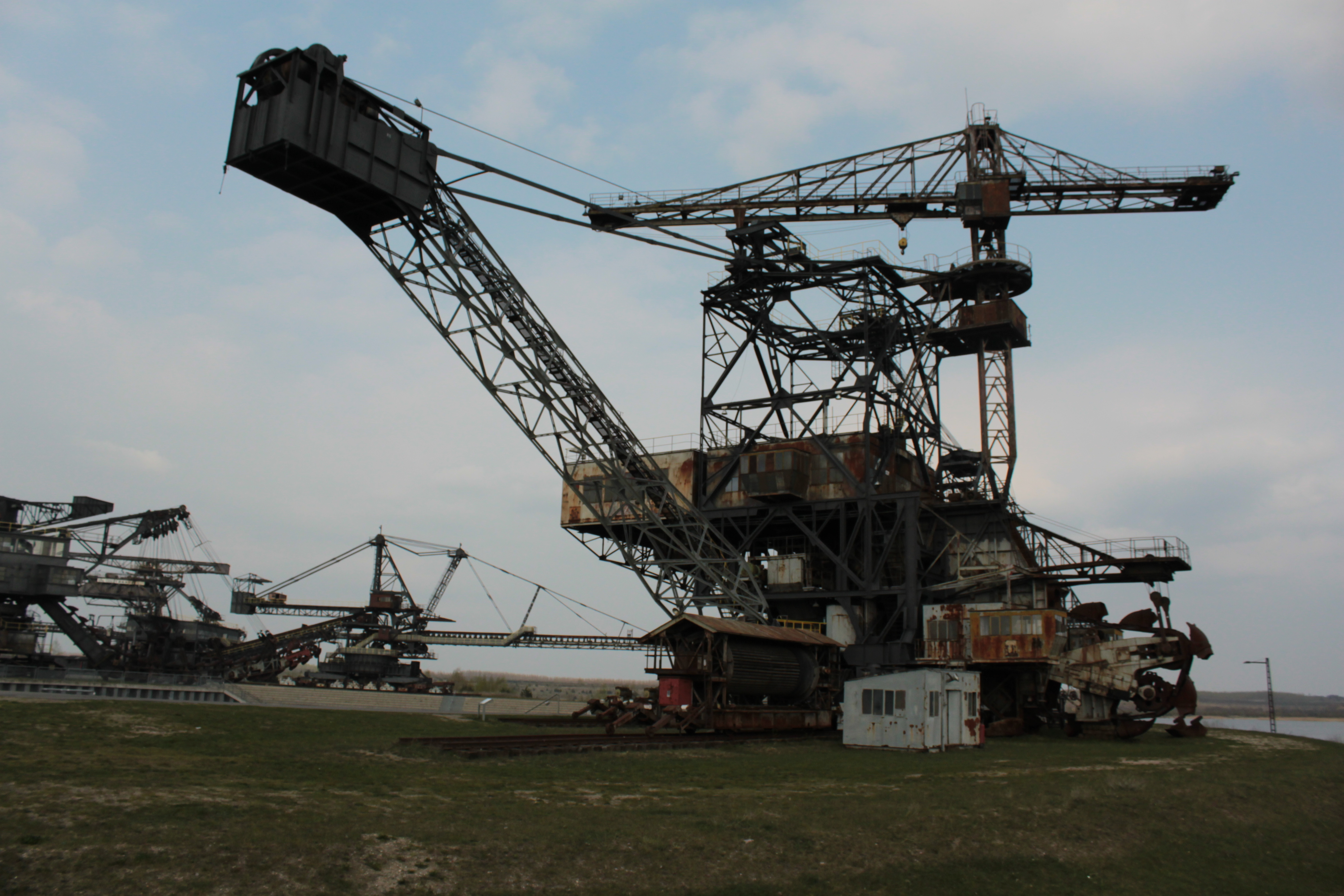
Ferropolis

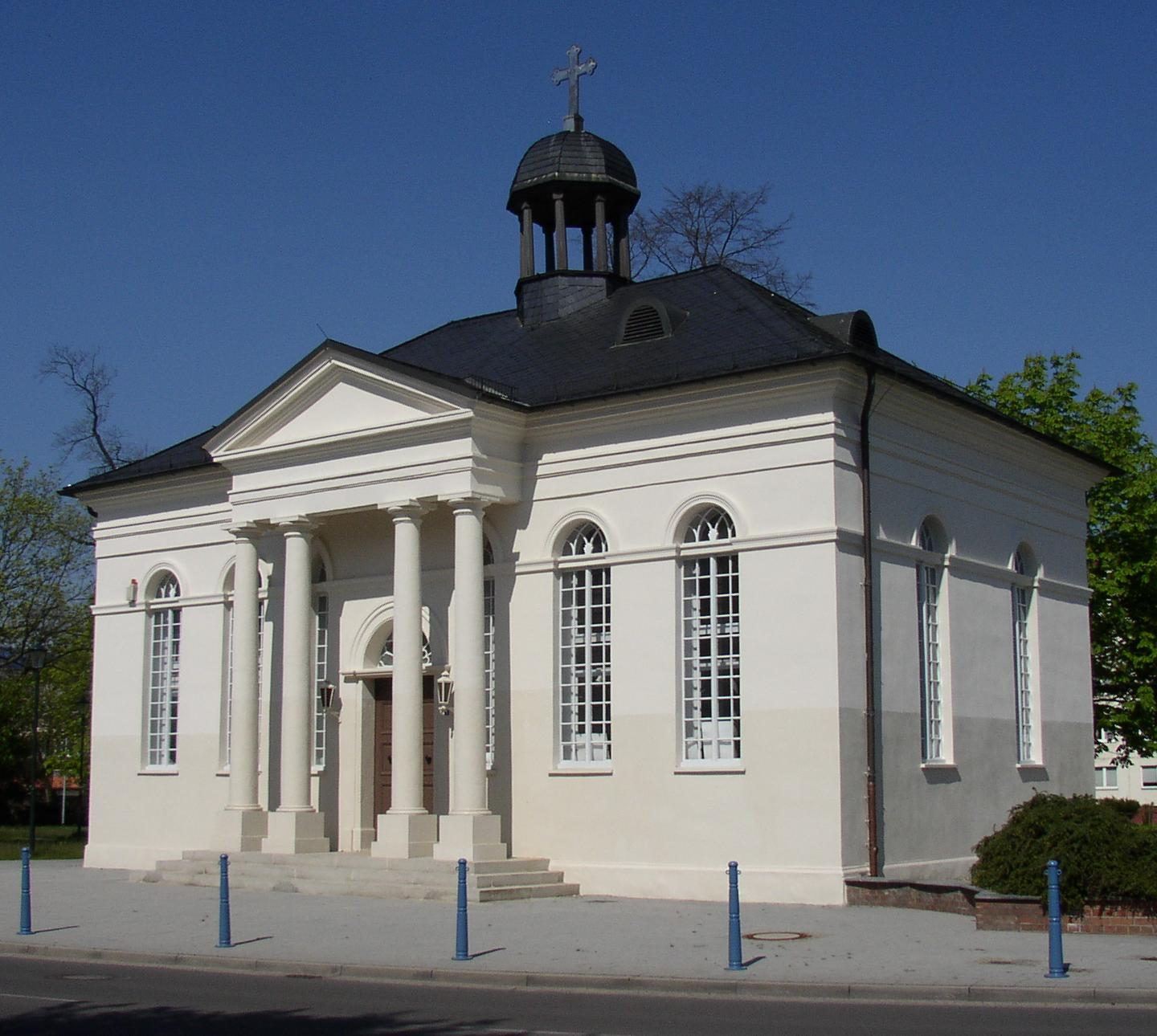
Paul-Gerhardt-Kapelle

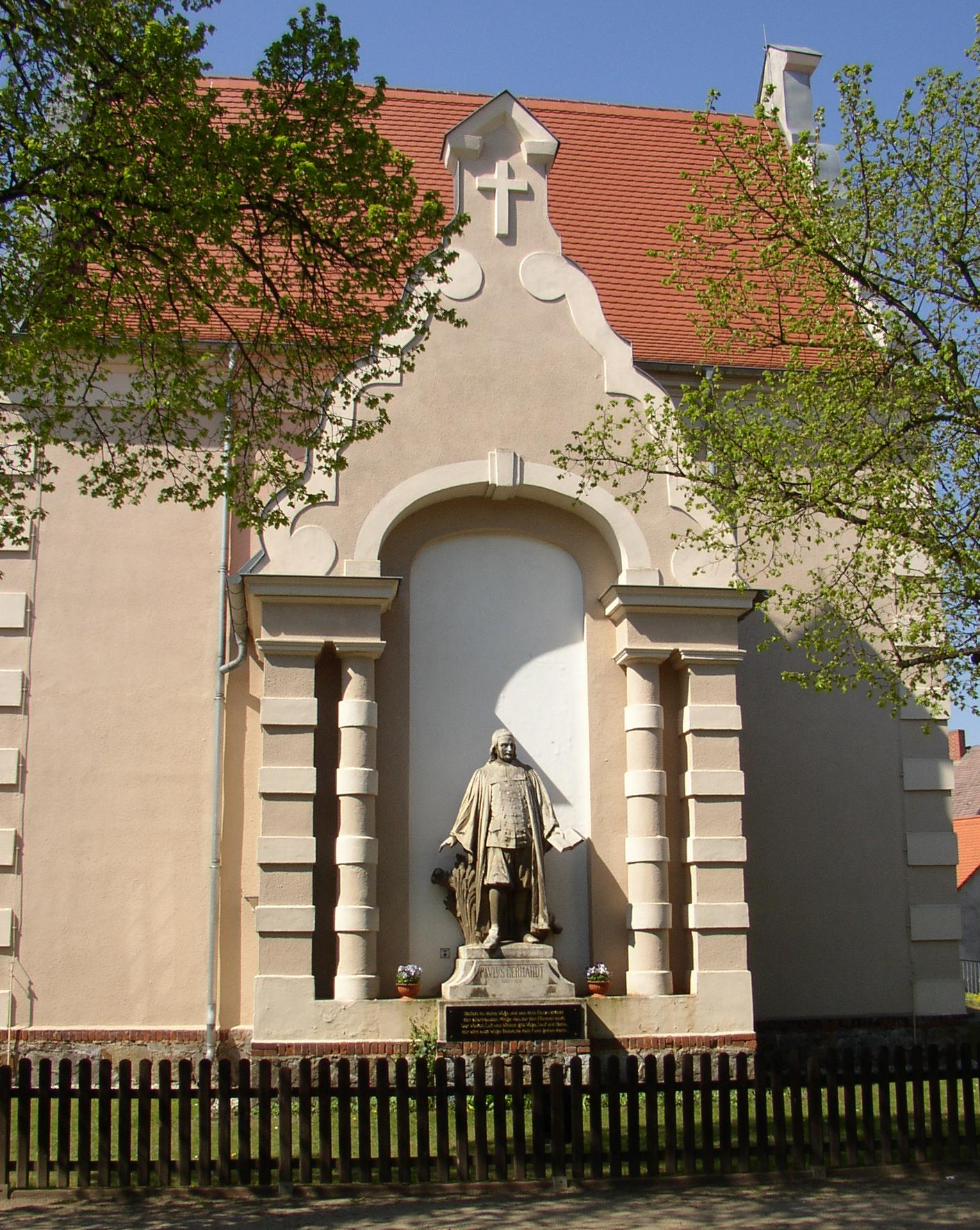
Paul-Gerhardt-Haus

- Ferropolis, Freilichtmuseum und Veranstaltungsort, Bergbau- und Erlebnisbahn. Hier finden jährlich die Musikfestivals Full Force, Hive[19] und splash!, bis 2024 auch das Melt statt.
- Stadtkirche St. Marien: Um 1300 entstand an der Stelle bereits eine Kirche, die 1637 im Dreißigjährigen Krieg zu großen Teilen zerstört wurde. Der Wiederaufbau erfolgte zwischen 1658 und 1666. Aus dieser Zeit stammen der Altaraufsatz und die hölzerne Kanzel. Aus der alten Kirche ist das steinerne Epitaph im Chorraum gegenüber der Kanzel erhalten geblieben, das aus der zweiten Hälfte des 16. Jahrhunderts stammt. St. Marien gehört zum Evangelischen Kirchenkreis Wittenberg.[20]
- Paul-Gerhardt-Kapelle, klassizistisches Bauwerk, das zu Ehren von Paul Gerhardt errichtet wurde. Die Grundsteinlegung erfolgte am 9. Mai 1830, am 21. Oktober 1844 wurde die Gedächtnisstätte eingeweiht. Die Kapelle verfügt über hochgezogene Sprossenfenster an allen vier Gebäudeseiten. Sie beherbergt neben einer umfangreichen Dauerausstellung über das Leben und Wirken Paul Gerhardts die Paul-Gerhardt-Bibliothek. Zudem finden in der Kapelle kulturelle Veranstaltungen statt.[21]
- Paul-Gerhardt-Haus (Karl-Liebknecht-Straße 17), 1907–1909 zum Gedenken an den 300. Geburtstag Paul Gerhardts erbaut, dient als Gemeindehaus der evangelischen Kirchengemeinde[22]
- Paul-Gerhardt-Denkmal (am Paul-Gerhardt-Haus), 1911 vom Bildhauer Friedrich Pfannschmidt geschaffen
- Schlossruine, heute Veranstaltungsareal
- Kursächsische Postdistanzsäule, rekonstruiert mit dem Originalschriftblock von 1728, diente – bis heute gut sichtbar – jahrzehntelang als Treppenstufe einer Schule
- Wasser- und Aussichtsturm im Stil des Art déco, 36,75 m hoch, 1928 eingeweiht[23]
- Oberer und Unterer Stadtturm
- Buchdruckmuseum: Die erste Druckerei wurde 1874 im Ort eröffnet und machte Gräfenhainichen zu einer bedeutenden Stadt des Buchdrucks. Das Museum wurde in Oranienbaum gegründet und 1992 vom dortigen Schloss nach Gräfenhainichen verlegt. Es befindet sich in den Räumen der Stadtbibliothek. Das Museum beschäftigt sich mit der Geschichte des Buchdrucks in der Stadt und zeigt eine Ausstellung verschiedener Druck- und Heftmaschinen.[24]
- Historische Bauschlosserei und Schmiedewerkstatt mit vollständig eingerichteter Bauschlosserei und Schmiedewerkstatt aus dem Jahr 1863[25]
- Katholische Kirche
- Marktbrunnen
- Bockwindmühle
- Informationstafeln zum devastierten Dorf Gremmin auf dem Geschichtspfad am Gremminer See
- Skulpturenpfad auf dem Kunstpfad am Gremminer See
- Ehrenmal auf dem Städtischen Friedhof für die Opfer des Faschismus (1996 neu gestaltet) mit Skulptur und Schrifttafeln, u. a. für 18 sowjetische Opfer von Zwangsarbeit
- Gedenktafel an der Grabstelle von zwei jüdischen Pogromopfern der jüdischen Landwirtschaftsschule im Gehöft Bomsdorf
- Grabstätten auf dem Friedhof des Ortsteiles Strohwalde am Schleesener Weg für zwei namentlich bekannte sowjetische bzw. polnische Opfer von Zwangsarbeit aus dem Dorf Gremmin, das dem Braunkohletagebau weichen musste
- Baumdenkmal für die Deutsche Einheit auf die Grünfläche am Vorstadtteich, Strohwalder Straße. In der Mitte stehen drei rustikale Bänke, ebenfalls im Dreieck.[26]
- Köhlerei Eisenhammer, von der Stiftung Köhlerei Eisenhammer betrieben.[27] Die Köhlerei lieferte zu DDR-Zeiten mehrere hundert Tonnen Holzkohle pro Jahr an metallverarbeitende Betriebe. In den 1990er Jahren wurde der Betrieb privatisiert und stellt bis heute in Handarbeit Grillkohle her.
- Steinbruch Möhlau: Am Ort des Steinbruchs existierte vor über 290 Millionen Jahren ein Vulkan, der Porphyr entstehen ließ, welcher mehrere Jahrhunderte lang im Steinbruch abgebaut wurde. 1935 wurde der Steinbruch mit drei Seen, steilen Felswänden, Pavillon und Brücke zum Park umgestaltet, später kamen noch weitere Wege und eine Freilichtbühne hinzu. Die 5 Hektar große Anlage ist zum „geschützten Park“ erklärt worden.[28]

Gräfenhainichen liegt an der Radroute KOHLE | DAMPF | LICHT | SEEN.

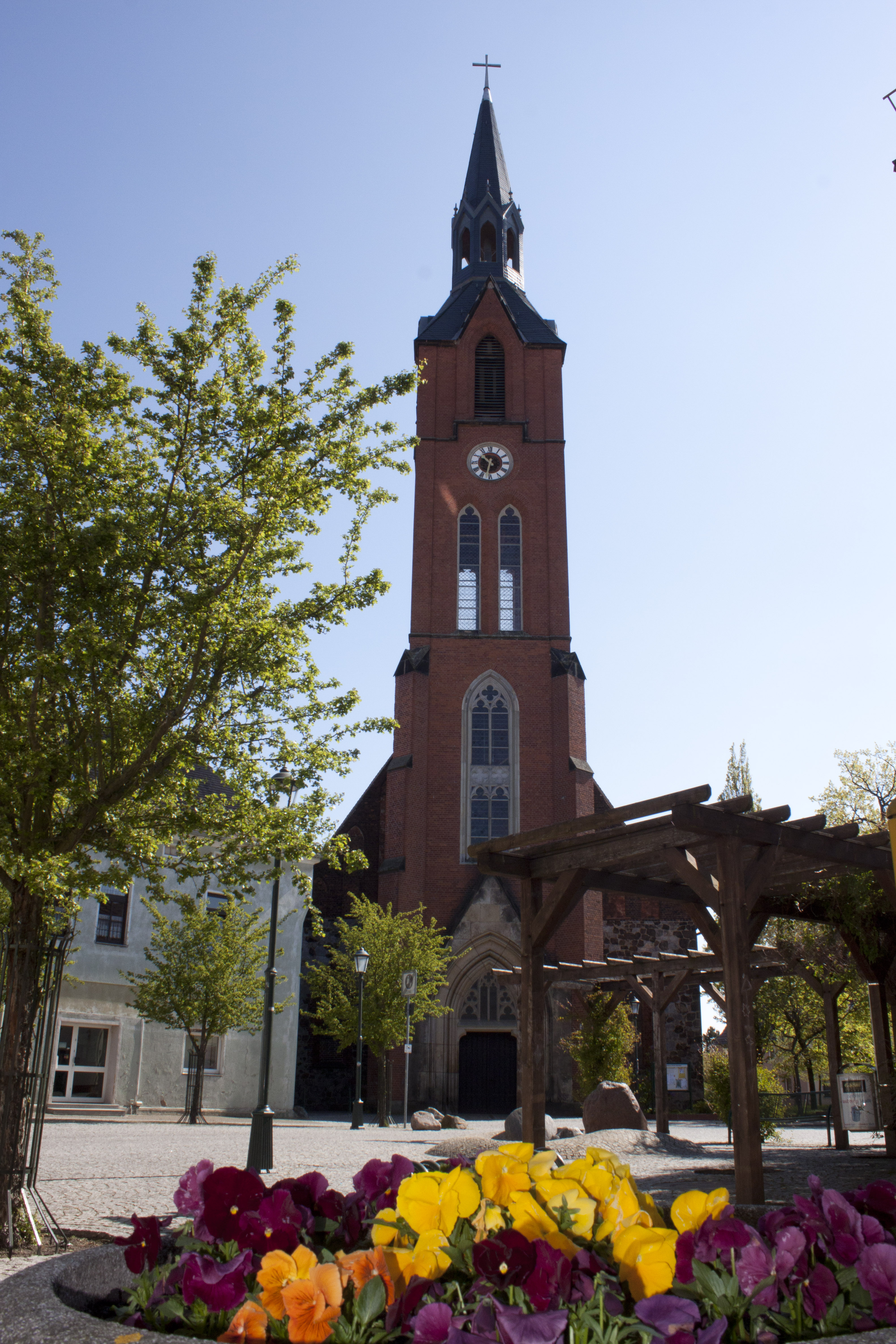
Stadtkirche
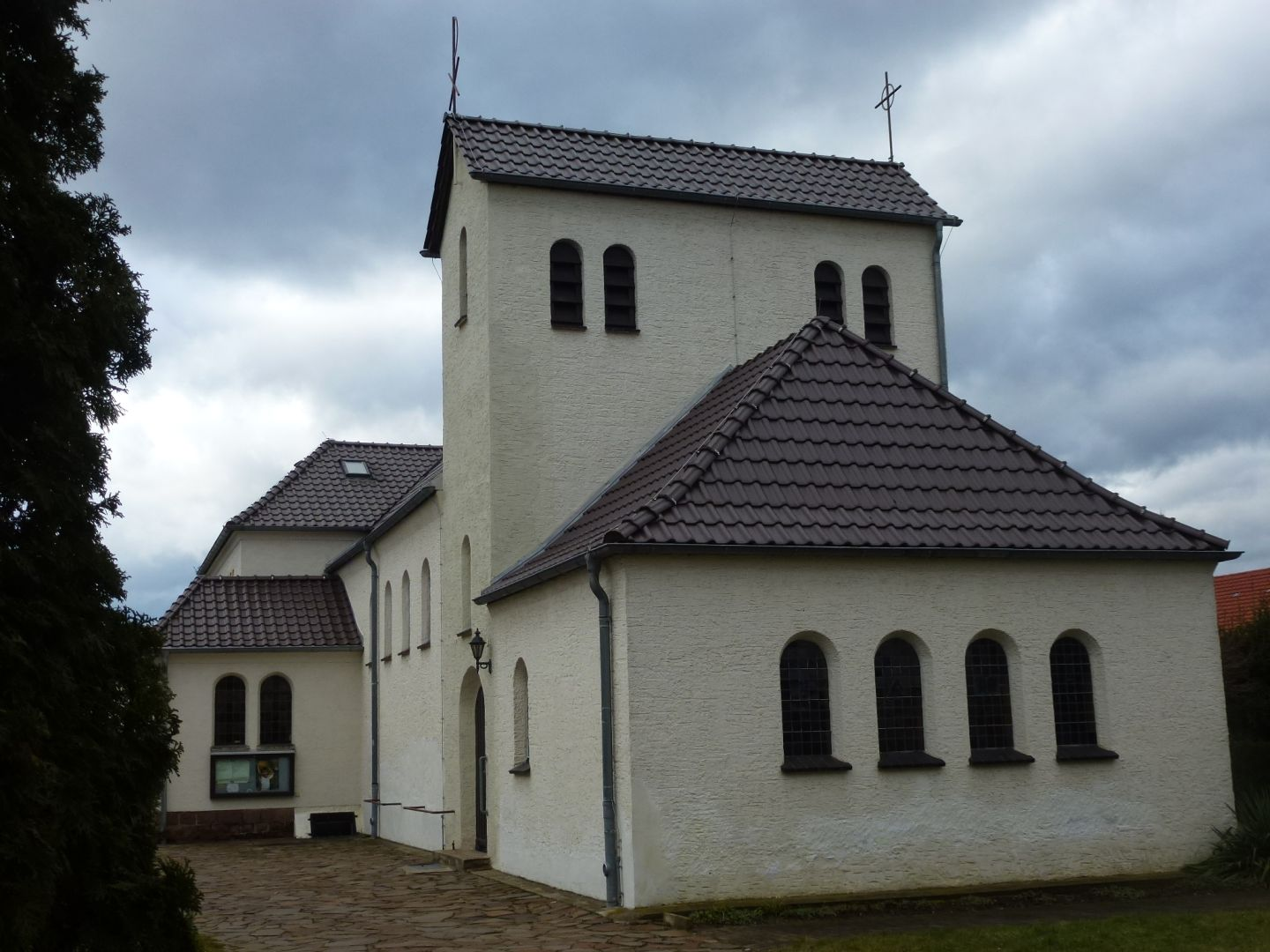
Katholische Kirche
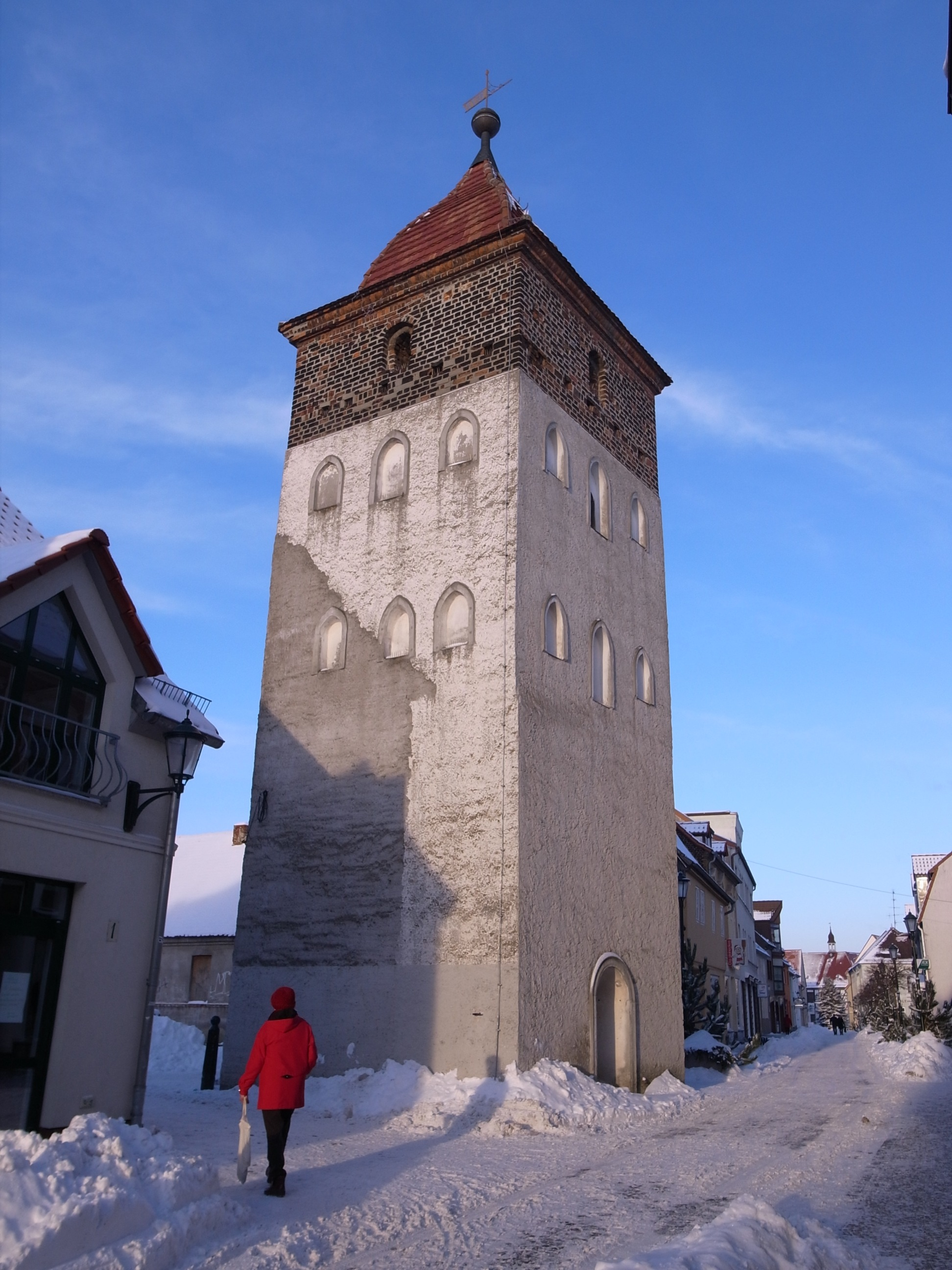
Oberer Stadtturm
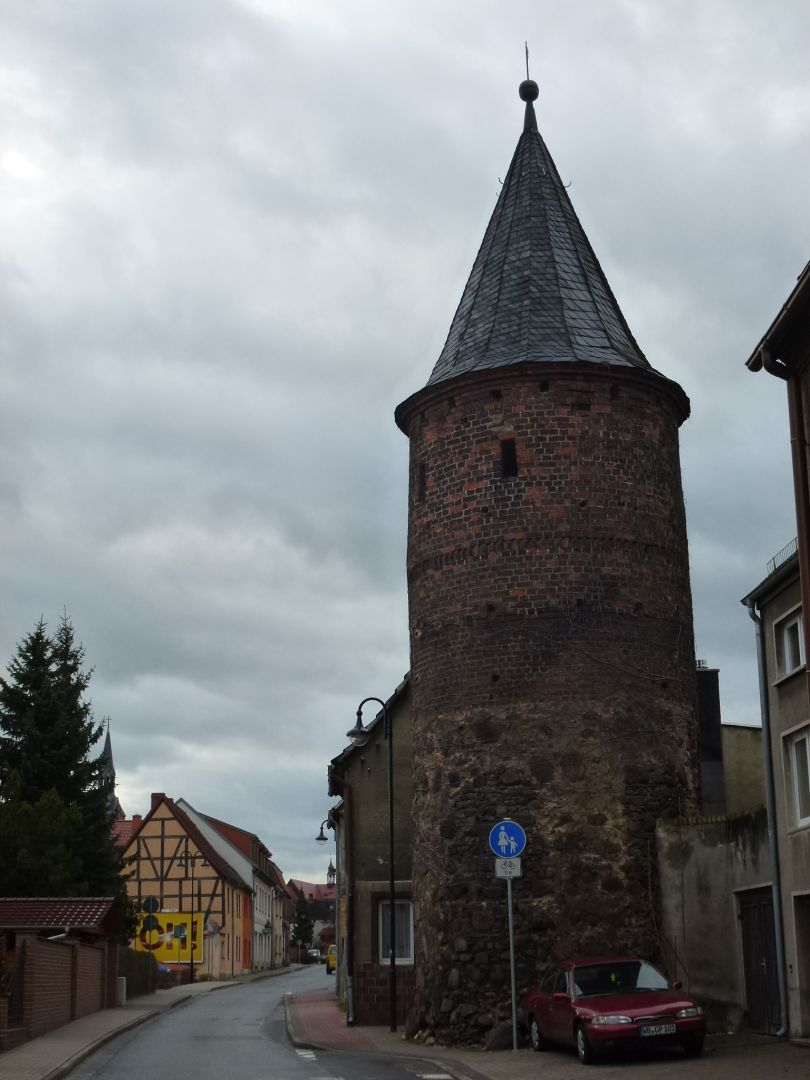
Unterer Stadtturm
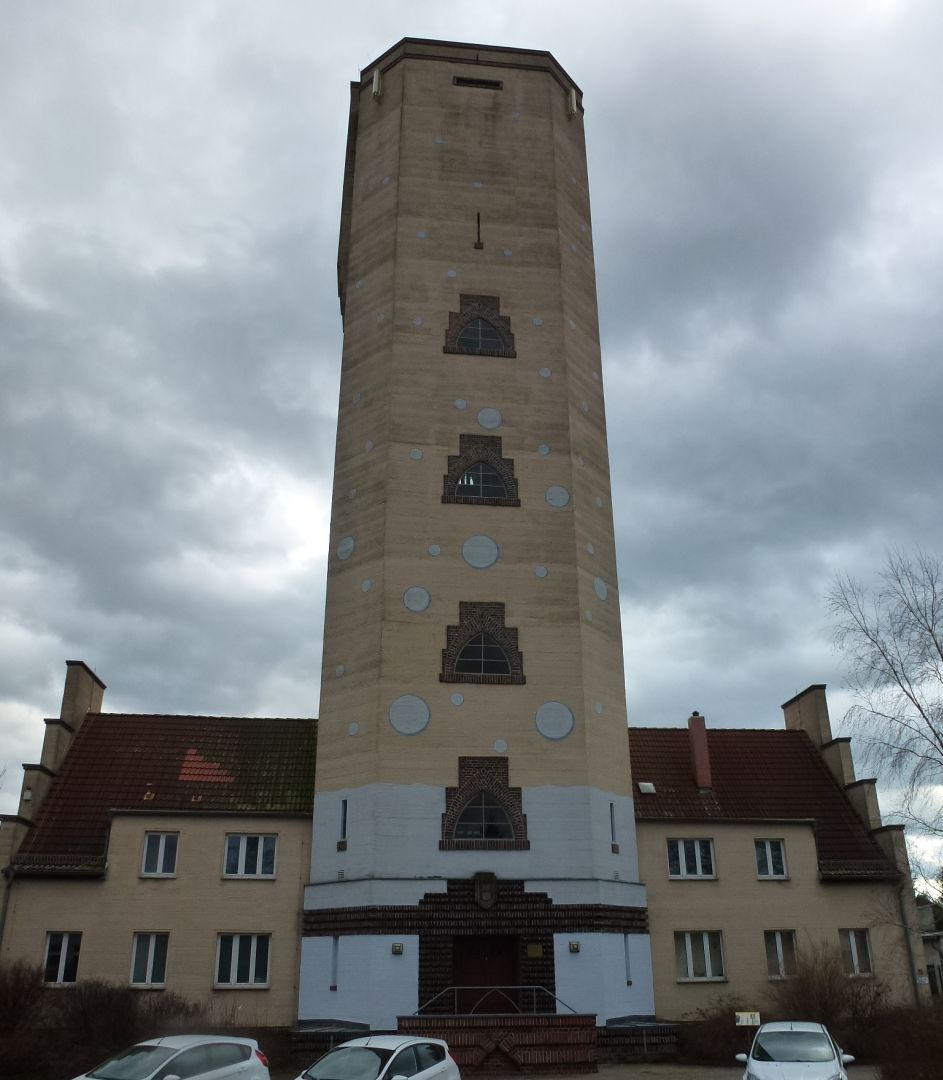
Wasserturm
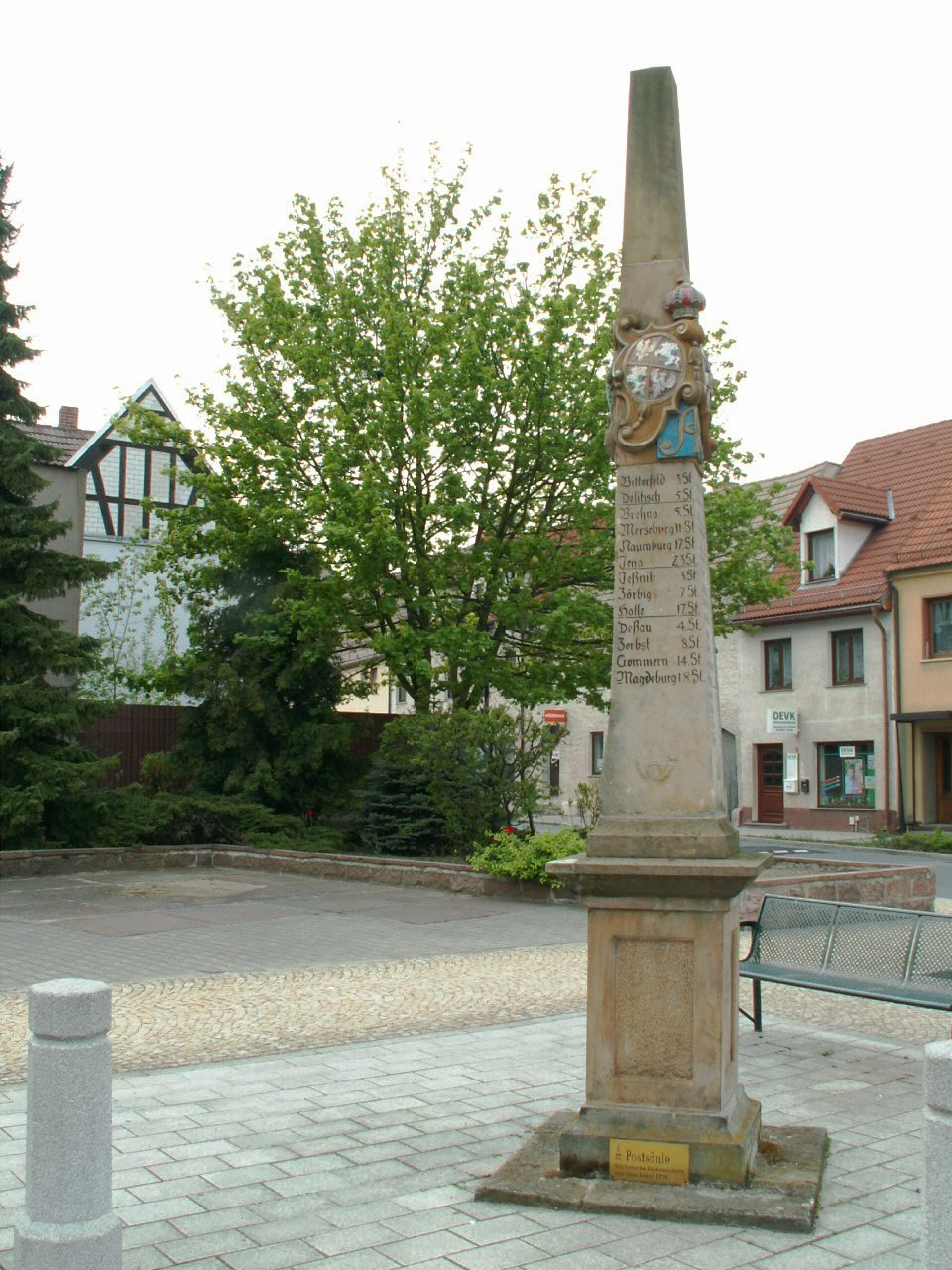
Postmeilensäule
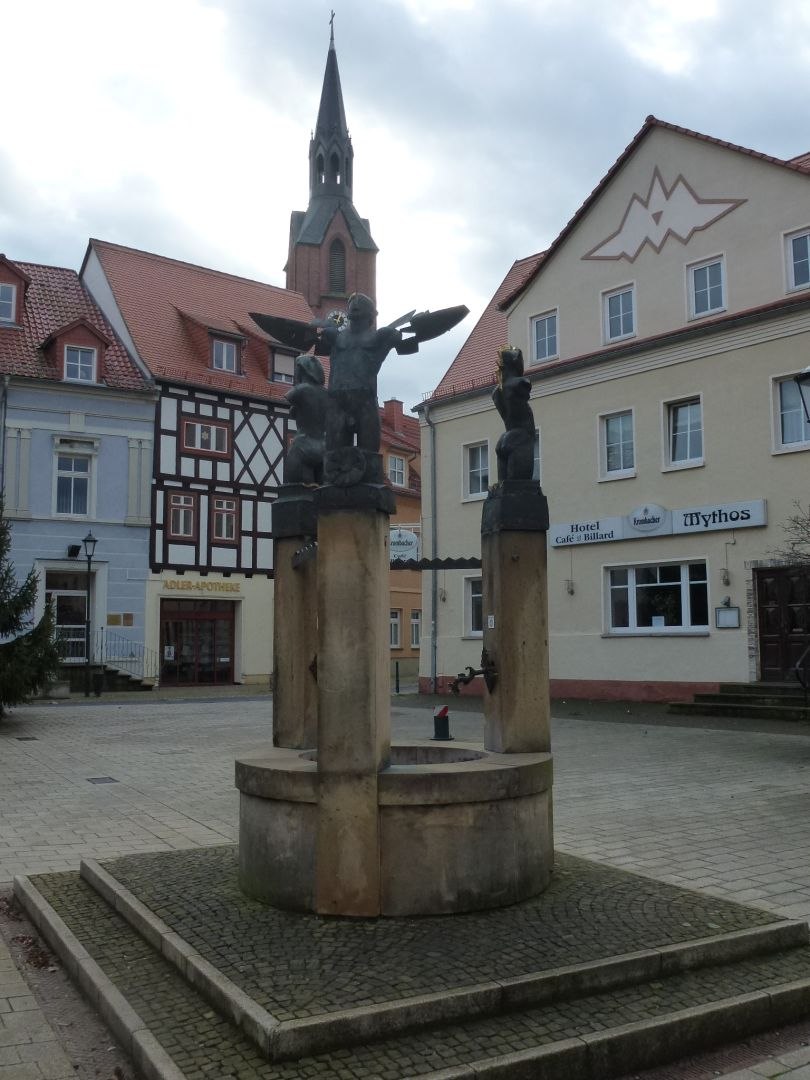
Marktbrunnen
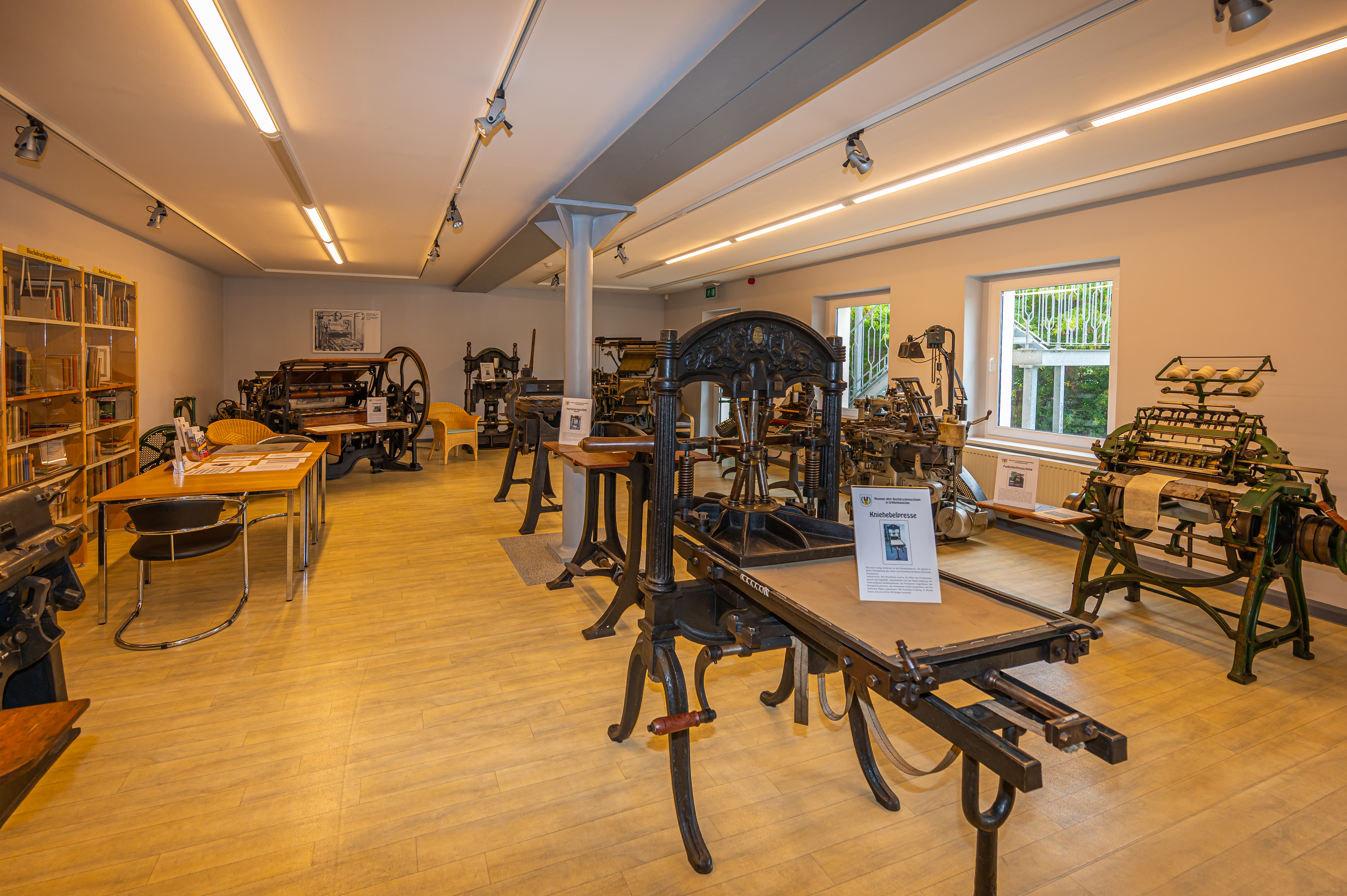
Buchdruckmuseum
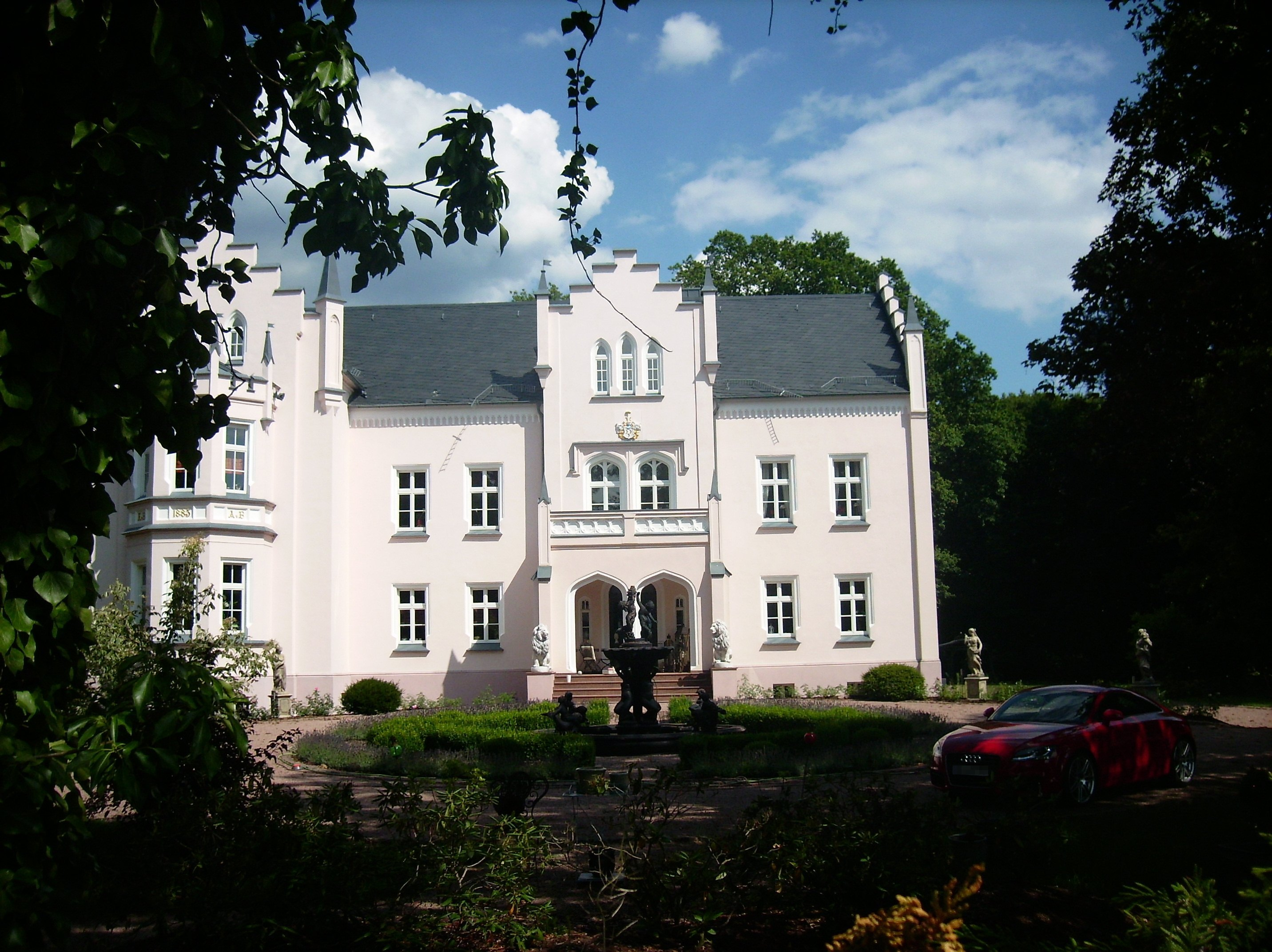
Schloss Schköna
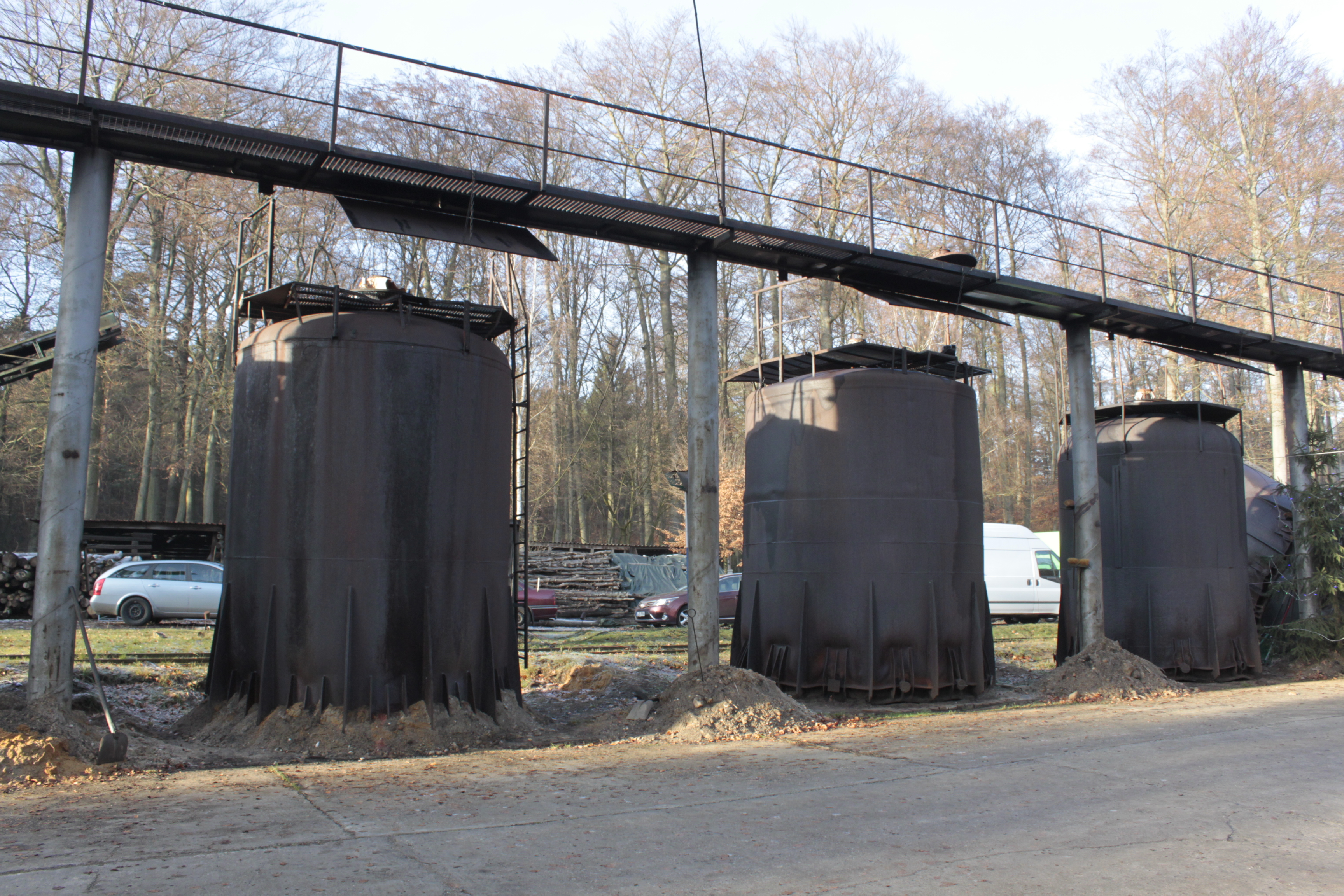
Köhlerei Eisenhammer
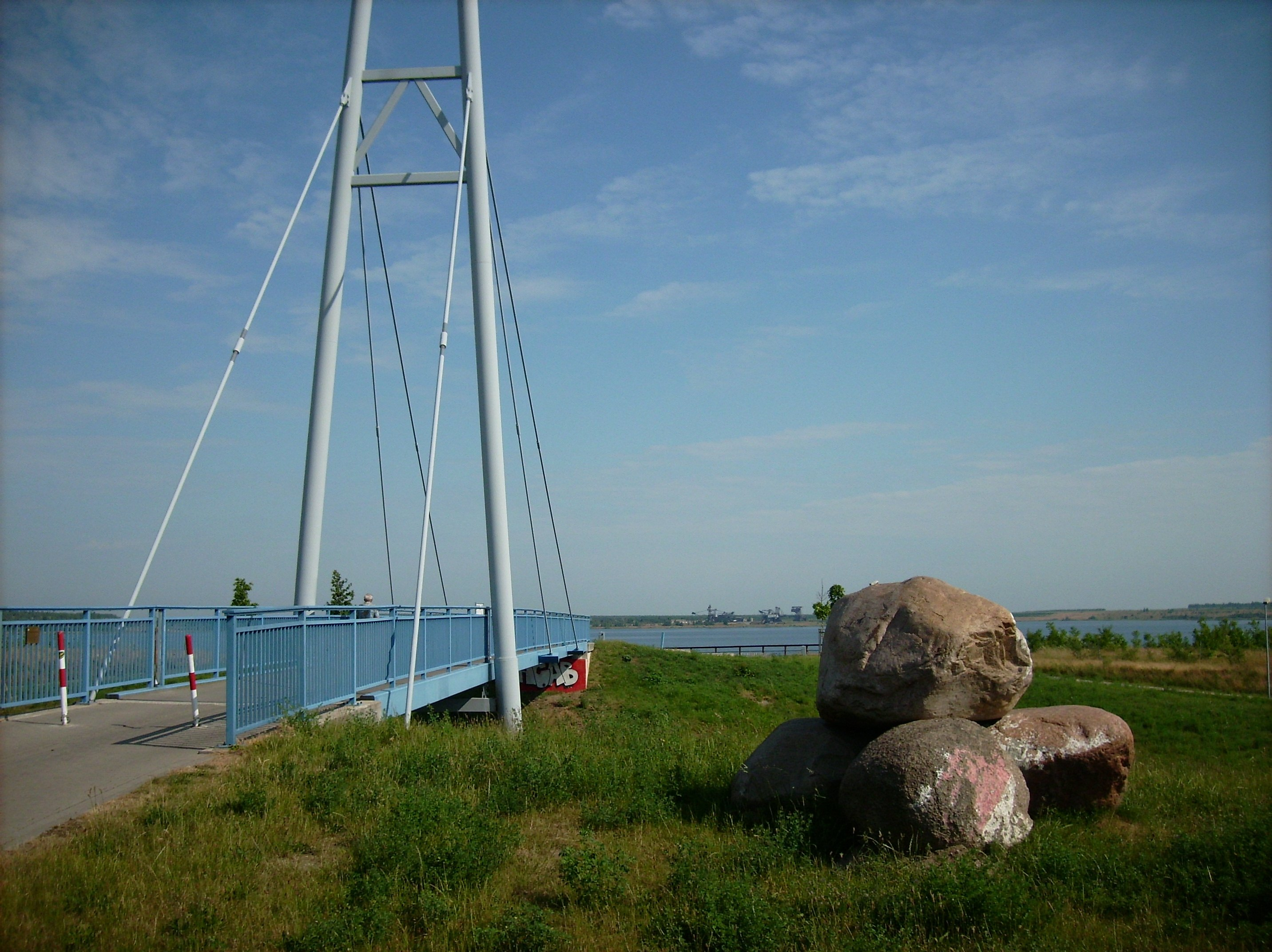
Gremminer Brücke

## Wirtschaft und Infrastruktur

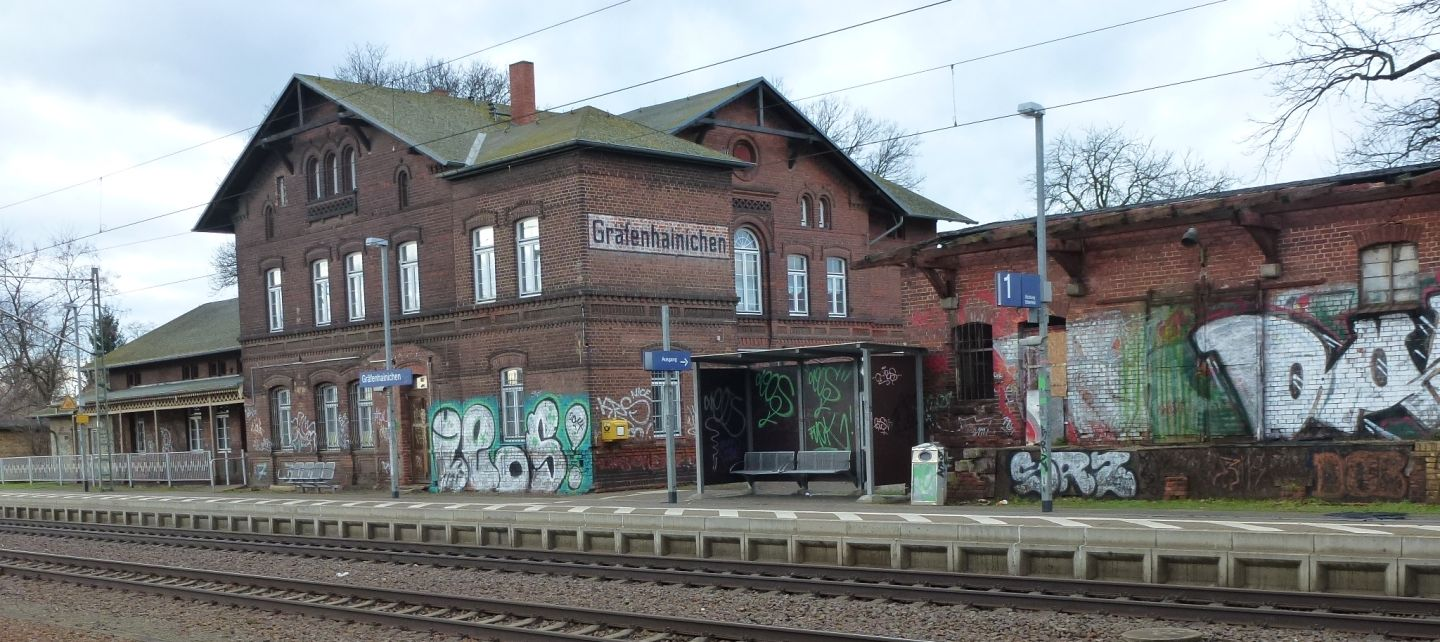
Bahnhof

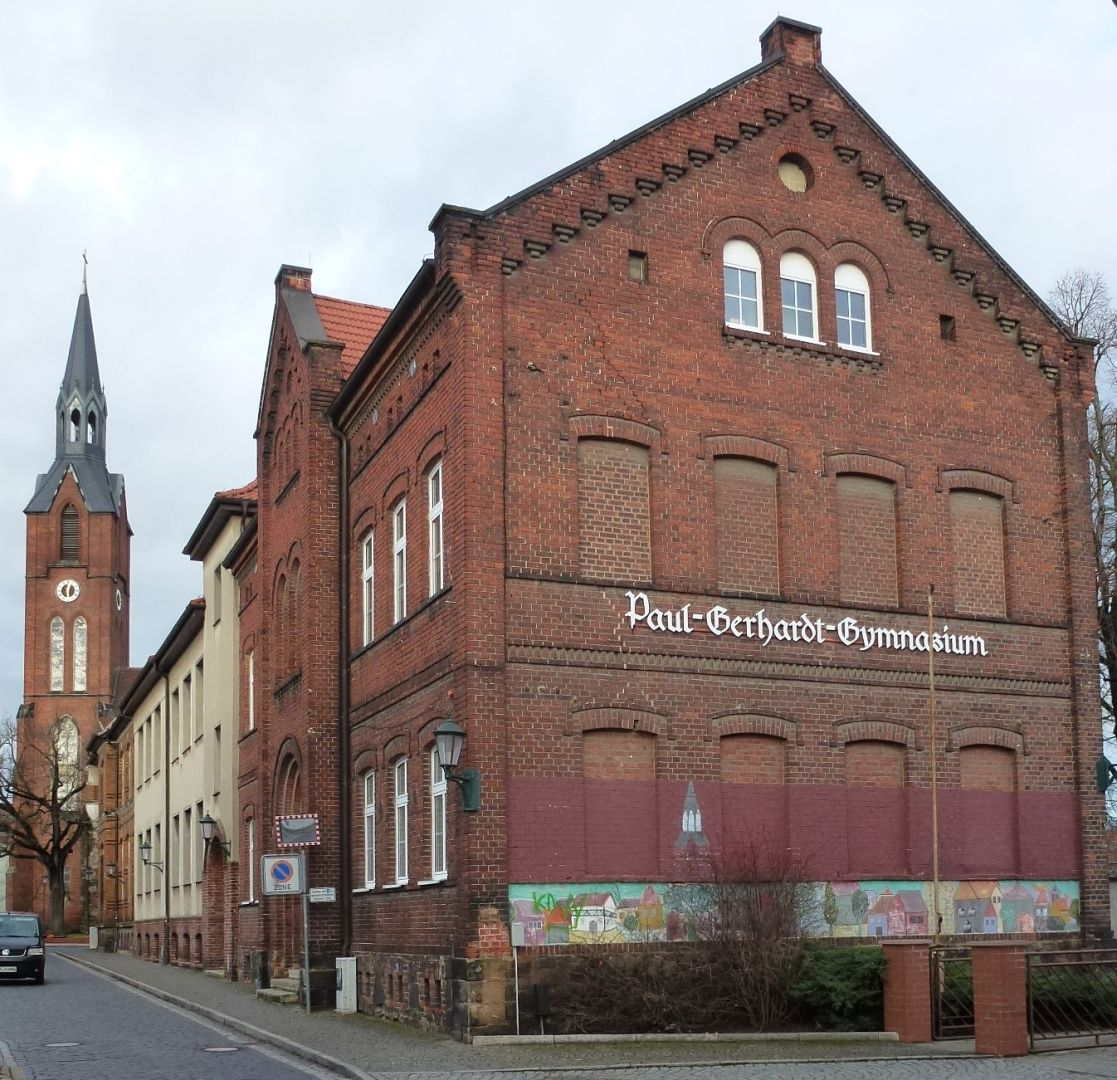
Gymnasium

### Verkehr
Der Bahnhof Gräfenhainichen liegt an der Bahnstrecke Berlin–Halle und wird von den Linien S2 und S8 der S-Bahn Mitteldeutschland stündlich angefahren.
Der öffentliche Personennahverkehr wird unter anderem durch den PlusBus des Bahn-Bus-Landesnetz Sachsen-Anhalt erbracht. Die Linien 310 (Gräfenhainichen–Oranienbaum–Dessau) und 420 (Gräfenhainichen–Bitterfeld) werden von den Vetter Verkehrsbetrieben bedient.
Gräfenhainichen liegt an der Bundesstraße 107 von Oranienbaum nach Bad Düben, an der Bundesstraße 100 von Wittenberg nach Bitterfeld und an der Landesstraße 136 nach Zschornewitz. Die Anschlussstelle Dessau-Ost der Bundesautobahn 9 (München–Berlin) ist ca. 17 km entfernt.

### Bildung
Gräfenhainichen besitzt das Paul-Gerhardt-Gymnasium, die Sekundarschule „Ferropolis“, drei Grundschulen (je eine in der Stadt sowie in den Ortsteilen Schköna und Zschornewitz) und zwei Förderschulen („An der Lindenallee“ für Lernbehinderte und „Peter Petersen“ für geistig Behinderte).

### Gesundheitswesen
In Gräfenhainichen befinden sich mehrere Arztpraxen. In der näheren Umgebung der Stadt liegen das Evangelische Krankenhaus Paul Gerhardt Stift (Wittenberg), das Städtische Klinikum Dessau sowie das Gesundheitszentrum Bitterfeld-Wolfen, dessen Medizinisches Versorgungszentrum in Gräfenhainichen eine Praxis für Innere Medizin und Kardiologie als Nebenbetriebsstätte unterhält.

## Personen

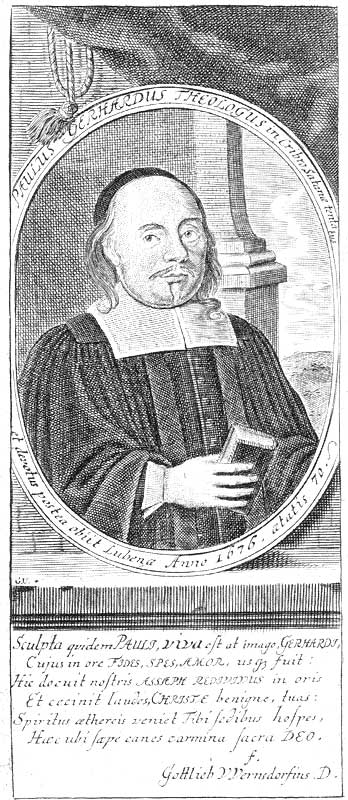
Paul Gerhardt

### Söhne und Töchter der Stadt
- Paul Gerhardt (1607–1676), Theologe und Kirchenlieddichter
- Johann Christian Bucke (1672–1723), lutherischer Theologe
- Joachim Gottlob Am Ende (1704–1777), Theologe und Pädagoge
- Ludwig Leuschner (1824–1889), Fabrikant und Reichstagsabgeordneter, 1887 Ehrenbürger
- Hugo Winckler (1863–1913), Archäologe und Sprachwissenschaftler
- Wilhelm Ohnesorge (1872–1962), Politiker (NSDAP), Reichspostminister 1937 bis 1945
- Siegfried Stephan (1883–1948), Gynäkologe
- Otto Damm (1926–1996), Pressezeichner und Karikaturist
- Dieter Friede (1938–1982), DDR-Diplomat
- Rolf Dienewald (* 1941), Schauspieler, Regisseur und Moderator
- Ralf Laass (* 1968), Politiker (CDU), Landtagsabgeordneter 2002 bis 2006
- Torsten Schweiger (* 1968), Politiker (CDU), Bundestagsabgeordneter 2017 bis 2021

### Personen mit Bezug zur Stadt
- Otto Hildebrandt (1924–2015), Schriftsteller, lebte in Gräfenhainichen
- Wolfgang Köppe (1926–2018), Künstler, lebte im Ortsteil Tornau
- Sepp Müller (* 1989), Politiker (CDU), in Gräfenhainichen aufgewachsen
- „Anzeigenhauptmeister“ (* 2005 oder 2006), Falschparkeranzeiger, lebt in Gräfenhainichen